# Tanda (Gontougo)
Tanda es un departamento de la región de Gontougo, Costa de Marfil. En mayo de 2014 tenía una población censada de 77 555 habitantes.
Se encuentra ubicado al noreste del país, cerca de la frontera con Ghana y de la orilla oriental del río Komoé.